# Incydent szanghajski

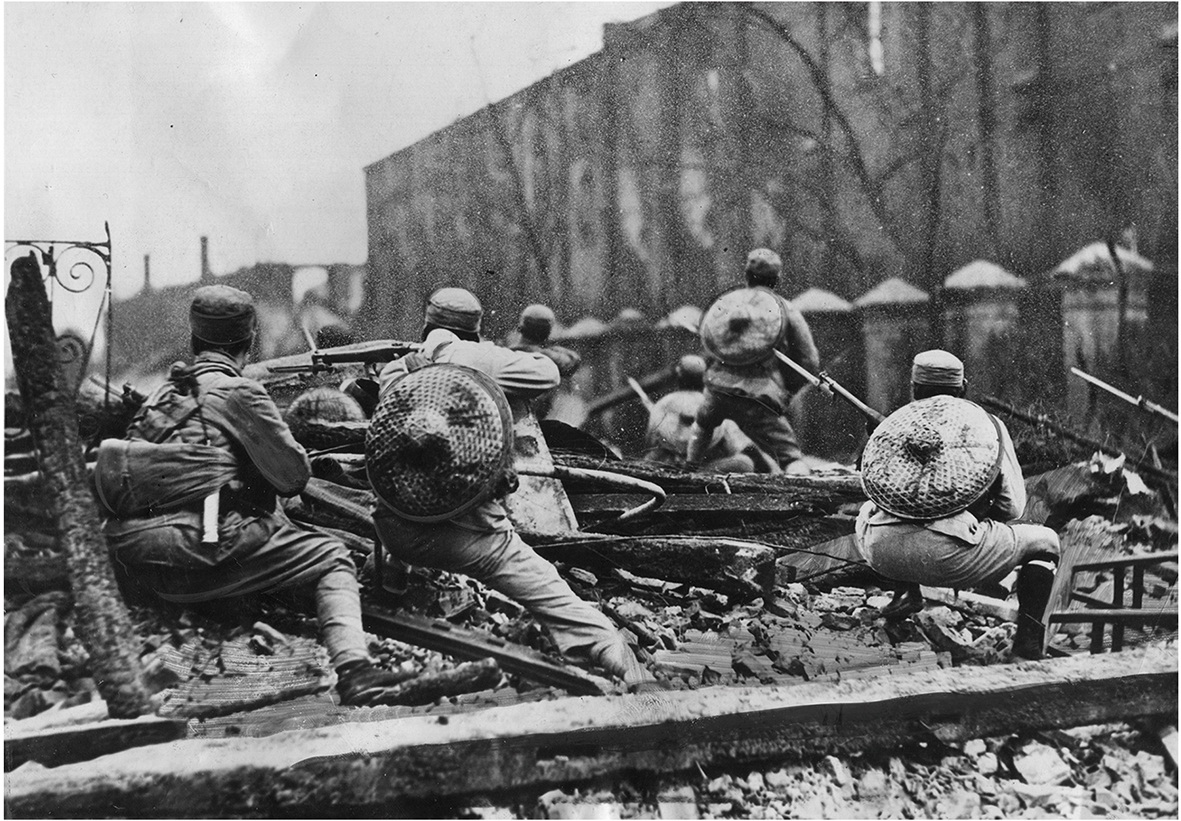
Żołnierze chińscy

Incydent szanghajski – określenie wydarzeń, które miały miejsce w Szanghaju od 28 stycznia do 3 marca 1932 roku.
Zimą 1931 roku mieszkańcy Szanghaju dokonali bojkotu japońskich towarów (była to reakcja na podporządkowanie sobie przez Japonię Mandżurii podczas tzw. incydentu mandżurskiego). W odpowiedzi na to japoński garnizon dokonał prowokacji – upozorował 28 stycznia 1932 roku atak na mnichów buddyjskiej organizacji Nichiren. Zdarzenie to określane jest jako incydent szanghajski. W odpowiedzi na to okręty japońskiej floty wojennej zaczęły krążyć przed Nankinem, zagrażając siedzibie rządu chińskiego. Próby mediacji, dokonywane przez Ligę Narodów, nie przyniosły powodzenia. W mieście wywiązały się walki, w których zaczęli przeważać Chińczycy. Premier Japonii Tsuyoshi Inukai w reakcji na to wysłał do Szanghaju dodatkowe siły. 3 marca 1932 roku konflikt między Chinami i Japonią dobiegł końca (bitwa o Szanghaj została przerwana, gdyż Chińczycy wycofali swoje wojska, a wielkie mocarstwa zaczęły wywierać presję na obie strony).
18 marca rozpoczęły się negocjacje pokojowe. 5 maja 1932 roku Japończycy podpisali zawieszenie broni.